# Навазен
Навазен (перс. نوازن) — село в Ірані, у дегестані Машгад-е Мікан, у Центральному бахші, шахрестані Ерак остану Марказі. За даними перепису 2006 року, його населення становило 245 осіб, що проживали у складі 70 сімей.

## Клімат
Середня річна температура становить 12,72 °C, середня максимальна – 31,75 °C, а середня мінімальна – -10,28 °C. Середня річна кількість опадів – 273 мм.
| Клімат поселення                              | Клімат поселення | Клімат поселення | Клімат поселення | Клімат поселення | Клімат поселення | Клімат поселення | Клімат поселення | Клімат поселення | Клімат поселення | Клімат поселення | Клімат поселення | Клімат поселення | Клімат поселення |
| Показник                                      | Січ.             | Лют.             | Бер.             | Квіт.            | Трав.            | Черв.            | Лип.             | Серп.            | Вер.             | Жовт.            | Лист.            | Груд.            |                  |
| Середній максимум, °C                         | 8,14             | 10,47            | 15,42            | 20,83            | 25,82            | 31,47            | 31,75            | 30,68            | 26,35            | 21,05            | 14,32            | 7,98             |                  |
| Середня температура, °C                       | −1,08            | 1,25             | 6,22             | 11,62            | 16,63            | 22,26            | 25,70            | 24,62            | 20,30            | 14,98            | 8,26             | 1,93             |                  |
| Середній мінімум, °C                          | −10,28           | −7,95            | −2,99            | 2,40             | 7,40             | 13,06            | 19,65            | 18,58            | 14,23            | 8,94             | 2,21             | −4,12            |                  |
| Норма опадів, мм                              | 40               | 37               | 49               | 35               | 30               | 4                | 1                | 1                | 0                | 10               | 26               | 40               |                  |
| Середньомісячна швидкість вітру, м/с          | 2.05             | 2.04             | 2.65             | 3.08             | 2.78             | 2.52             | 2.53             | 2.39             | 2.22             | 2.16             | 1.85             | 1.44             |                  |
| Середньомісячна сонячна радіація, кДж/м²·день | 9020             | 12445            | 14950            | 18297            | 22275            | 26937            | 25950            | 24099            | 21072            | 15606            | 10942            | 8956             |                  |
| --------------------------------------------- | ---------------- | ---------------- | ---------------- | ---------------- | ---------------- | ---------------- | ---------------- | ---------------- | ---------------- | ---------------- | ---------------- | ---------------- | ---------------- |
| Джерело:                                      |                  |                  |                  |                  |                  |                  |                  |                  |                  |                  |                  |                  |                  |